# Френч-Веллі (Каліфорнія)
Френч-Веллі (англ. French Valley) — переписна місцевість (CDP) в США, в окрузі Ріверсайд штату Каліфорнія. Населення — 35 280 осіб (2020).

## Географія
Френч-Веллі розташований за координатами 33°35′58″ пн. ш. 117°6′23″ зх. д. / 33.59944° пн. ш. 117.10639° зх. д. (33.599461, -117.106495).  За даними Бюро перепису населення США в 2010 році переписна місцевість мала площу 28,22 км², з яких 28,15 км² — суходіл та 0,08 км² — водойми.

## Демографія
Згідно з переписом 2010 року, у переписній місцевості мешкало 23 067 осіб у 6108 домогосподарствах у складі 5362 родин. Густота населення становила 817 осіб/км².  Було 6635 помешкань (235/км²).
Расовий склад населення:
| - 64,3 % — білих - 11,6 % — азіатів - 7,9 % — чорних або афроамериканців - 1,0 % — корінних американців - 0,6 % — вихідців з тихоокеанських островів - 8,2 % — осіб інших рас |

До двох чи більше рас належало 6,5 %. Частка іспаномовних становила 27,4 % від усіх жителів.
За віковим діапазоном населення розподілялося таким чином: 33,7 % — особи молодші 18 років, 61,1 % — особи у віці 18—64 років, 5,2 % — особи у віці 65 років та старші. Медіана віку мешканця становила 30,5 року. На 100 осіб жіночої статі у переписній місцевості припадало 107,9 чоловіків;  на 100 жінок у віці від 18 років та старших — 108,3 чоловіків також старших 18 років.
Середній дохід на одне домашнє господарство  становив 102 502 долари США (медіана — 91 046), а середній дохід на одну сім'ю — 102 353 долари (медіана — 91 713). Медіана доходів становила 65 901 долар для чоловіків та 52 949 доларів для жінок. За межею бідності перебувало 4,8 % осіб, у тому числі 5,6 % дітей у віці до 18 років та 2,9 % осіб у віці 65 років та старших.
Цивільне працевлаштоване населення становило 11 171 осіб. Основні галузі зайнятості: освіта, охорона здоров'я та соціальна допомога — 18,5 %, виробництво — 14,0 %, роздрібна торгівля — 13,8 %.